# Monson (Massachusetts)
Monson és una població dels Estats Units a l'estat de Massachusetts. Segons el cens del 2000 tenia 8.359 habitants.

## Demografia
Segons el cens del 2000, Monson tenia 8.359 habitants, 3.095 habitatges, i 2.203 famílies. La densitat de població era de 72,9 habitants/km².
Dels 3.095 habitatges en un 34,2% hi vivien nens de menys de 18 anys, en un 57,9% hi vivien parelles casades, en un 9,4% dones solteres, i en un 28,8% no eren unitats familiars. En el 22,8% dels habitatges hi vivien persones soles el 9,1% de les quals corresponia a persones de 65 anys o més que vivien soles. El nombre mitjà de persones vivint en cada habitatge era de 2,63 i el nombre mitjà de persones que vivien en cada família era de 3,12.
Per edats la població es repartia de la següent manera: un 25,2% tenia menys de 18 anys, un 6,7% entre 18 i 24, un 31,3% entre 25 i 44, un 25,8% de 45 a 60 i un 10,9% 65 anys o més.
L'edat mediana era de 38 anys. Per cada 100 dones de 18 o més anys hi havia 95,5 homes.
La renda mediana per habitatge era de 52.030 $ i la renda mediana per família de 58.607$. Els homes tenien una renda mediana de 41.373 $ mentre que les dones 30.545$. La renda per capita de la població era de 22.519$. Entorn del 5,2% de les famílies i el 5,6% de la població estaven per davall del llindar de pobresa.